# Federazione pallanuotistica della Croazia
La Hrvatski Vaterpolski Savez, nota con l'acronimo di HVS, è l'organo di governo, organizzazione e controllo della pallanuoto in Croazia.
Dal 2004 è salito alla presidenza della federazione Perica Bukić, ex pallanuotista croato, carica che gli è valsa fino al 2010.
Dal 2018 il presidente è Mladen Drnasin.